# Metopius victorovi
Metopius victorovi là một loài tò vò trong họ Ichneumonidae.